# چیکورا، چیبا
چیکورا، چیبا (به لاتین: Chikura) یک منطقهٔ مسکونی در ژاپن است که در کانتو واقع شده‌است. چیکورا ۱۲٬۵۲۷ نفر جمعیت دارد.